# Onsalahalvön
Onsalahalvön är en halvö i Kungsbacka kommun i norra Halland, cirka 40 km söder om Göteborg. På Onsalahalvön ligger tätorterna Onsala, Vallda och Halla Heberg (med Lerkil). Halvön sträcker sig ut i Kattegatt och avgränsas i öster av Kungsbackafjorden. Gottskär, Draget och Lerkil är exempel på villasamhällen med sekelskiftesvillor. Området ingår i Storgöteborg.
Fiskeläget Gottskär var under medeltiden en dansk stad med namnet Gåsekil. Under 1600–1700-talet var sjöfarten en viktig näring, och kaparen Lasse i Gatan föddes på halvön. I modern tid har Onsalahalvön utvecklats till ett förortsområde. År 2007 var befolkningen drygt 20 000 personer.[källa behövs]
Chalmers tekniska högskola driver Onsala rymdobservatorium på sydvästra udden Råö, där forskning inom radioastronomi bedrivs.

## Geografi
Terrängen är låg och karg med klippkust, ljunghedar och sandstränder. Längs kusten finns småbåtshamnar som Gottskär och Lerkil. Flera naturområden är skyddade, till exempel Svängehallar-Fjärehals och Hållsundsudde-Sönnerbergen.

## Infrastruktur
Länsväg 940 (Onsalavägen) förbinder halvön med E6 och Kungsbacka. Västtrafik trafikerar området med bussar. Pendling till Göteborg är vanlig.

## Kultur och fritid
Onsala kyrka har anor från 1200-talet och rymmer Gathenhielmska gravkoret. Mårtagården är ett kulturreservat. Idrottsföreningar och båtliv är utbredda.

## Natur
Flera naturreservat skyddar värdefulla kustmiljöer. Kungsbackafjorden är ett Natura 2000-område rikt på fågel.

## Turism
Populära mål är Gottskärs hamn, Onsala kyrka och Onsala rymdobservatorium. Halvön erbjuder bad, paddling och övernattning i stugor och B&B.